# Gázláng (film, 1944)
A Gázláng (eredeti cím: Gaslight) 1944-es amerikai film Patrick Hamilton azonos című drámája alapján. A rendező George Cukor volt, a főszerepekben Ingrid Bergman és Charles Boyer játszottak. Ebben a filmben játszott először a tizennyolc éves Angela Lansbury.

## Cselekmény
|  | Alább a cselekmény részletei következnek! |

A cselekmény a 19. század közepének Angliájában játszódik. A fiatal Paula (Ingrid Bergman) megtalálja meggyilkolt nagynénje, Alice Alquist holttestét. A rendőrség sikertelenül nyomoz. Paula Olaszországba megy zenét tanulni, és csak tíz év múlva tér vissza Londonba. Újdonsült férjével (Charles Boyer) a nagynénitől örökölt házba költöznek.
A házban megmagyarázhatatlan dolgok történnek: tárgyak tűnnek el, rejtélyes hangok hallatszanak, a gázvilágítás elhalványul. A férj megpróbálja elhitetni az asszonnyal, hogy ez csak az ő képzelődése; ezzel az a célja, hogy feleségét őrületbe kergesse és ő maradjon egyedül a házban, ahol ott rejtőzik a primadonna nagynéni értékes hagyatéka…

## Szereplő
- Charles Boyer (Lukács Sándor) – Gregory Anton
- Ingrid Bergman (Kovács Nóra) – Paula Alquist Anton
- Joseph Cotten (Ujréti László) – Brian Cameron
- Dame May Whitty (Komlós Juci) – Miss Bessie Thwaites
- Angela Lansbury (Borbás Gabi) – Nancy Oliver
- Barbara Everest (Kelemen Éva) – Elizabeth Tompkins
- Emil Rameau (Kaló Flórián) – Maestro Mario Guardi
- Edmund Breon (Gyenge Árpád) – Huddleston tábornok
- Halliwell Hobbes (Szabó Ottó) – Mr. Muffin
- Tom Stevenson (Vogt Károly) – Williams
- Heather Thatcher (Csűrös Karola) – Lady Dalroy
- Lawrence Grossmith (Makay Sándor) – Lord Dalroy
- Jakob Gimpel – zongorista

## Fontosabb díjak, jelölések
Oscar-díj (1945)
- díj: legjobb női főszereplő (Ingrid Berman)
- díj:  legjobb fekete-fehér díszlet (Cedric Gibbons, William Ferrari, Edwin B. Willis, Paul Huldschinsky)
- jelölés: legjobb férfi főszereplő (Charles Boyer)
- jelölés: legjobb női mellékszereplő (Angela Lansbury)
- jelölés: legjobb operatőr (Joseph Ruttenberg)
- jelölés: legjobb adaptált forgatókönyv (Patrick Hamilton, John Van Druten, Walter Reisch és John L. Balderston)

Golden Globe-díj (1945)
- legjobb női főszereplőnek – filmdráma (Ingrid Berman)